# أندي شيلتون
أندي شيلتون (بالإنجليزية: Andy Shelton)‏ (19 يونيو 1980 في المملكة المتحدة - ) هو لاعب كرة قدم بريطاني في مركز الوسط. لعب مع نادي هاروجيت تاون ونادي هايد إف سي ونادي تشستر سيتي وOssett Albion A.F.C. ‏ وأوست تاون ‏ وكارنارفون تاون ‏.

## وصلات خارجية
- أندي شيلتون على موقع قاعدة بيانات كرة القدم.إي يو (الإنجليزية)
- أندي شيلتون على موقع Soccerbase.com (لاعب) (الإنجليزية)